# マッケンゼン級巡洋戦艦
| マッケンゼン級巡洋戦艦   | マッケンゼン級巡洋戦艦                                                                  |
| ------------------------ | --------------------------------------------------------------------------------------- |
| マッケンゼン級完成予想図 |                                                                                         |
| 艦級概観                 |                                                                                         |
| 艦種                     | 巡洋戦艦                                                                                |
| 艦名                     | 人名                                                                                    |
| 前級                     | デアフリンガー級                                                                        |
| 次級                     | ヨルク代艦級                                                                            |
| 性能諸元                 |                                                                                         |
| 排水量                   | 常備：31,000 t                                                                          |
| 全長                     | 223.0 m                                                                                 |
| 全幅                     | 30.4 m                                                                                  |
| 吃水                     | 9.30 m                                                                                  |
| 機関                     | パーソンズ式ギアードタービン4軸、32缶、90,000馬力                                       |
| 最大速力                 | 28.8 ノット                                                                             |
| 航続距離                 | 8,000浬（14ノット）                                                                     |
| 乗員                     | 1,186名                                                                                 |
| 兵装                     | 45口径35 cm連装砲4基 45口径15 cm単装砲14門 45口径8.8 cm単装砲8門 60 cm水中魚雷発射管5門 |
| 装甲                     | 装甲帯：100 - 300 mm 司令塔：300 mm 甲板：30 - 80 mm バーベット：270 mm                 |

マッケンゼン級巡洋戦艦 (Große Kreuzer der Mackensen-Klasse) は、ドイツ帝国海軍の巡洋戦艦。同型艦は4隻である。4隻とも未成に終わった。

## 概要

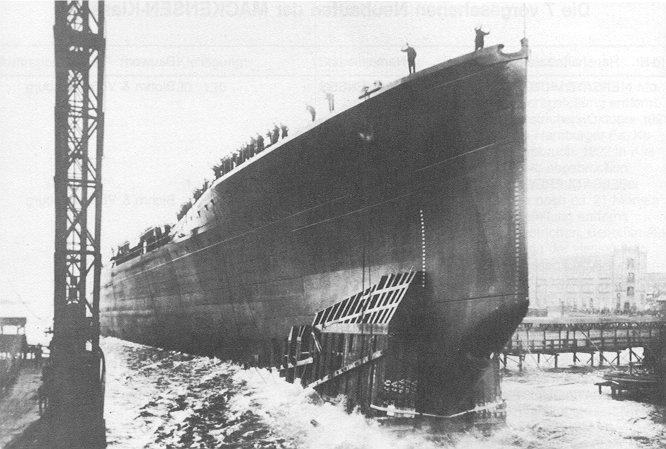
「マッケンゼン」の進水式

本級は基本的にはデアフリンガー級の拡大型である。基準排水量は31,000t、満載排水量は35,300t、新設計の45口径35cm連装砲4基を装備した。主砲塔の重量増加による重心上昇に対し、副砲を第一甲板上に移設している。当初案では38cm砲の搭載が検討されたものの重量増加を嫌い採用されなかったが、後のヨルク代艦級で採用された。
本級は当初7隻の建造が計画されたが、最後の3隻はヨルク代艦級となり4隻が建造されることになった。「マッケンゼン」と「グラーフ・シュペー」は1917年に進水した。戦況の悪化により全艦未成に終わったが、この状況を連合国側は察知しておらず、第一次世界大戦後の引渡艦名簿上に「マッケンゼン」の名前があった。このため代わりにバイエルン級が引き渡されることとなり、建造中のまま放棄された船体は1921年から1924年に解体された。

## 同型艦
- マッケンゼン Mackensen
- プリンツ・アイテル・フリードリッヒ Prinz Eitel Friedrich
- グラーフ・シュペー Graf Spee
- フュルスト・ビスマルク Fürst Bismarck

## 参考図書
- 「世界の艦船増刊第26集　ドイツ戦艦史」(海人社)